# Rue Ferdinand-Bebel
La rue Ferdinand-Bebel est une voie de Toulouse, chef-lieu de la région Occitanie, dans le Midi de la France.

## Situation et accès

### Description
La rue Ferdinand-Bebel est une voie publique. Elle se trouve dans le quartier de Guilheméry.
La chaussée compte une seule voie de circulation automobile, à sens unique, de l'avenue Jean-Chaubet vers la place Marius-Pinel. Elle appartient à une zone de rencontre et la vitesse y est limitée à 20 km/h. Il n'existe en revanche ni bande, ni piste cyclable.

### Voies rencontrées
La rue Ferdinand-Bebel rencontre les voies suivantes, du sud au nord (« g » indique que la rue se situe à gauche, « d » à droite) :
1. Avenue Jean-Chaubet
2. Rue Raymond-Icart (d)
3. Place Marius-Pinel

## Odonymie

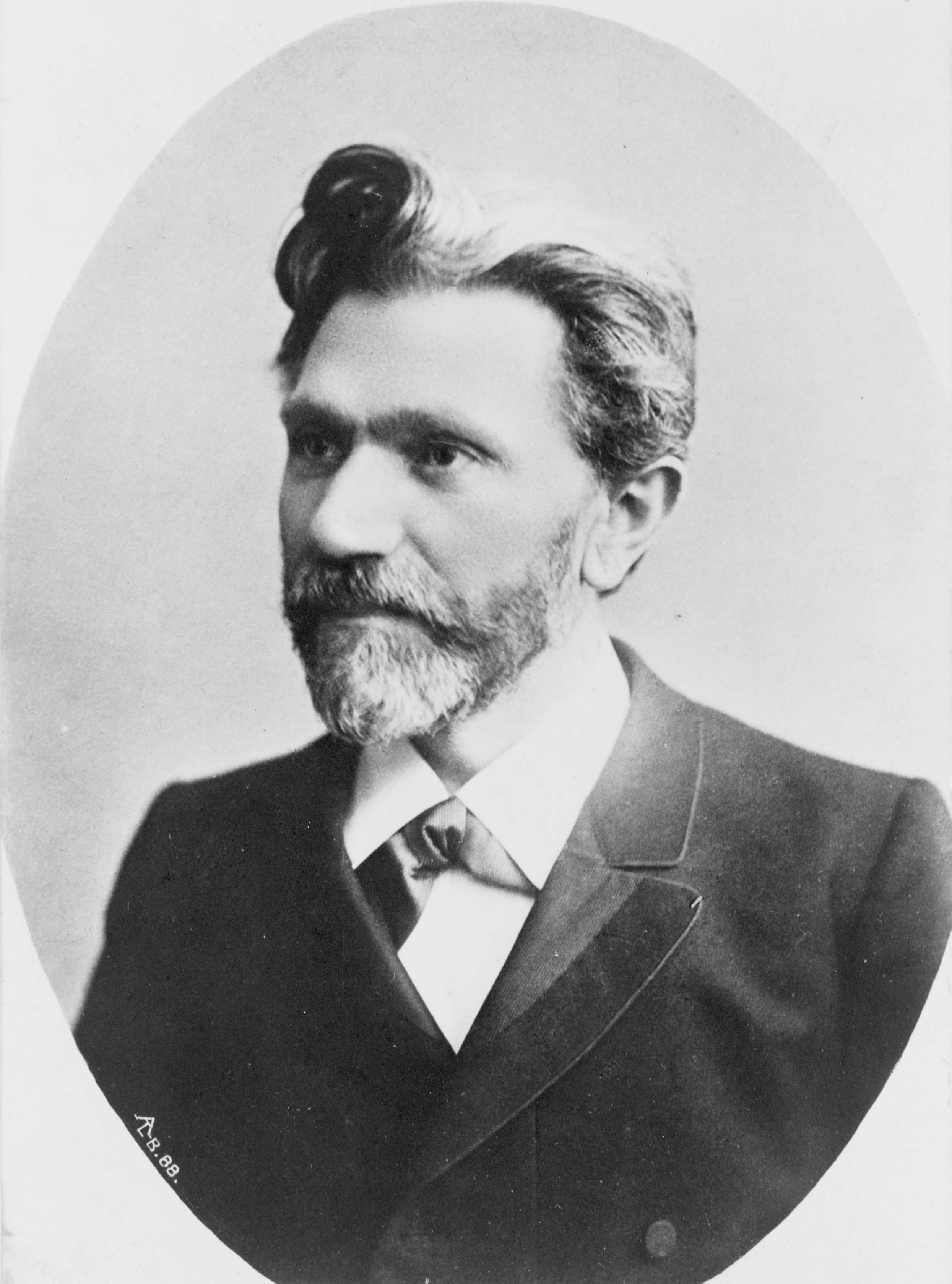
Portrait de Ferdinand August Bebel (1890, Bibliothèque du Congrès des États-Unis).

En 1872, la rue, qui n'est qu'une impasse, est désignée comme l'impasse de Balma – elle débouche en effet sur la route de Balma (actuelle avenue Jean-Chaubet). C'était aussi le nom d'une impasse voisine (actuelle rue Pierre-Loti).
En 1936, le conseil municipal, dirigé par le socialiste Antoine Ellen-Prévot, nomme la rue, prolongée depuis 1930 jusqu'à la place Marius-Pinel, en hommage à Ferdinand August Bebel (1840-1913), homme politique socialiste et féministe allemand, figure majeure du Parti social-démocrate (SPD), dont il est président de 1900 à 1913. Il est député du Reichstag de la Confédération de l'Allemagne du Nord de 1867 à 1871, puis du Reichstag de l'Empire allemand de 1871 à 1913.
Le 14 novembre 1940, le conseil municipal, sous influence vichyste, décida de changer plusieurs noms de rue. Elle préféra ainsi, à Ferdinand Bebel, Théodore Richard (1782-1859) : originaire de Millau, il s'installa en 1833 à Toulouse où il se consacra à la peinture de scènes historiques et de paysages. Finalement, le 30 novembre 1945, à la Libération, les autorités municipales dirigées par Raymond Badiou rendirent à la rue le nom de Ferdinand Bebel... celui de Théodore Richard étant donné en 1971 à une impasse du quartier de Bellefontaine.

## Patrimoine et lieux d'intérêt
- no  10 : maison toulousaine (deuxième quart du XXe siècle)[5].
- no  22 : maison (deuxième quart du XXe siècle)[6].
- no  31 : maison toulousaine (deuxième quart du XXe siècle)[7].
- no  33 : maison toulousaine (deuxième quart du XXe siècle)[8].